# Stanisław Kohn
Stanisław Kohn (1895-1940) fou un jugador d'escacs jueu polonès actiu a mitjans dels anys 1920.
Kohn va representar Polònia a la I Olimpíada d'escacs no oficial a París, 1924.
El 1925, guanyà el Campionat de Varsòvia. El 1926, empatà als llocs 3r-7è, rere Dawid Przepiórka i Paulin Frydman al 1r Campionat d'escacs de Polònia a Varsòvia. El 1927, empatà als llocs 5è-7è a Lodz (2n Campionat de Polònia, el campió fou Akiba Rubinstein), i fou 1r juntament amb Leon Kremer al campionat de Varsòvia.